# Union sportive Orthez rugby
Maillots
Actualités
L'Union sportive Orthez rugby est un club français de rugby à XV basé à Orthez, dans le département des Pyrénées-Atlantiques. Le club possède une riche histoire et des racines profondément ancrées dans la culture locale. Le club tire ses origines de la Jeunesse sportive orthézienne fondée le 11 décembre 1903, qui devient l'Union sportive orthézienne lors de l’assemblée générale du 24 avril 1909.
Il évolue en Fédérale 2 pour la saison 2023-2024.

## Historique

### Les débuts
La Jeunesse sportive orthézienne est fondée le 11 décembre 1903,. Le rugby arrive à Orthez grâce aux Coquelicots de Pau, élèves du Lycée de Pau qui affronte la JSO. Le club dispute ses rencontres à la route de Biron.
En 1905, de nouveaux dirigeants donnent une nouvelle orientation sportive à ce jeune club.
Nouveau changement le 27 avril 1909, le club devient l'Union sportive orthézienne, un club omnisports laïc,.
L'USO obtient son premier titre de champion de France 2e série lors de la saison 1934-1935.

### Libération
Après la Seconde Guerre mondiale, l'US Orthez participe à deux reprises au Championnat de France de rugby à XV en 1956-1957 et 1957-1958.
En 1956, la montée est acquise à Oloron, au stade de Saint-Pée, à l'occasion d'un derby face à l'Avenir aturin en quart de finale du championnat fédéral.
L'US Orthez est reléguée à l'issue de cette ultime saison et descend en Championnat de France de rugby à XV de 2e division 1958-1959.
Quart de finaliste de 2e division 1975-1976, l'USO retrouve le groupe B de première division de 1976 à 1984.

### Centenaire
En 2003, l'Union sportive orthézienne a fêté ses 100 ans. C’est dire si ce club est profondément enraciné dans la culture locale.
La politique menée ces dernières saisons trouve un premier aboutissement au travers des récents résultats des équipes. Ainsi, le club est remonté successivement de la Fédérale 3 à la Fédérale 1 de 2004 à 2006. Le club est alors renforcé par Hervé Labat, un des buteurs les plus prolifiques de sa génération, reconnu pour sa grande maîtrise du drop goal. En quatre saisons, il inscrit alors 647 points en 57 rencontres et permet à son club de rester à ce niveau deux années consécutives avant de connaître la redescente en Fédérale 2 en 2008. Mais la saison dernière a permis au club de retrouver l’élite amateur et espère bien en profiter pour s’y encrer durablement.

## Dates clés
- 1976 : Accession en 1re division groupe B
- Championnat de France de rugby à XV 1957-1958 : non qualifié, descend en 2e division
- Championnat de France de rugby à XV 1956-1957 : non qualifié
- 1956 : Accession en 1re division
- 1935 : Champion de France de 2e série
- 1913 : Champion Côte-Basque

## Identité

### Couleurs et maillots
Initialement, la couleur du club était un rouge uniforme, mais elle est devenue rouge et noir en 1914.

### Logo

Évolution du logo
Ancien logo.
Ancien logo.
Logo actuel.

## Palmarès
- 2005 : Champion de France de nationale 3 équipes B en battant 23-15 le Lille Université Club
- 1935 : Champion de France de 2e série
- 1913 : Champion Côte-Basque

## Personnalités du club

### Entraîneurs
- 2006-2016 : Dominique Guéraçague
- 2016-2019:  Stéphane Barberena, François Meyranx, Nicolas Lesburgueres
- 2019-2022 : Michel Arrufat, Jean Luc Levreaud, Bruno Castetbon, Hervé Bergoignan

|}

### Joueurs emblématiques
- André Cazenave
- Fernand Cazenave
- Jean-Paul Cazenave
- Jean Domercq
- Louis Fernandez
- Louis Hatchondo
- Jacques Ibañez
- Hervé Labat
- Jean Lauga
- Pierre Lauga
- Roger Martine
- Michel Morlaas
- François Lalanne
- Guillaume Lagoardette
- Jean François Cruzalebes

## Rivalités
Dans les années 1920 et 1930, les rivaux du club étaient le Stade nayais, le Béarn Sporting Club, le FC Oloron et Peyrehorade Sports.

## Infrastructures
Les premières rencontres de l'USO ont eu lieu sur un terrain situé sur la propriété Monguillot, le long de la route de Biron. Par la suite, le 18 novembre 1905, un nouveau terrain a été inauguré sur la route de Castétarbe, lors d'un match entre la JSO et l'Aviron bayonnais. Lors de ses débuts en compétition officielle, l'USO a remporté le championnat de Côte-Basque de sa série.
Ce n'est qu'en 1919 qu'un nouveau terrain a été aménagé sur la route de Pau, devenant l'actuel terrain annexe connu sous le nom de stade Eugène Larroque, en hommage à son président. Plus tard, il a été renommé stade Nicolas, et ce jusqu'en 1951. En 1998, l'actuel stade Henri Cazenave a été construit, en l'honneur de l'ancien maire de la ville, et a remplacé le stade Nicolas.